# Florido Viejo
Florido Viejo är en ort i Mexiko.   Den ligger i kommunen Tijuana och delstaten Baja California, i den nordvästra delen av landet, 2 300 km nordväst om huvudstaden Mexico City. Florido Viejo ligger 212 meter över havet och antalet invånare är 376.
Terrängen runt Florido Viejo är kuperad. Runt Florido Viejo är det tätbefolkat, med 913 invånare per kvadratkilometer. Närmaste större samhälle är Tecate, 17,9 km nordost om Florido Viejo. Omgivningarna runt Florido Viejo är i huvudsak ett öppet busklandskap.